# Норичник теневой
Нори́чник тенево́й, или Норичник тени́стый (лат. Scrophulāria umbrōsa) — многолетнее травянистое растение, вид рода Норичник (Scrophularia) семейства Норичниковые (Scrophulariaceae).

## Ареал и среда обитания
Реликтовый вид с разорванным ареалом. Места произрастания — Европа, Кавказ, Малая Азия, Иран, Тибет, Сибирь. Растёт по берегам рек и ручьёв, на проточных болотах, в ольшаниках.

## Ботаническое описание

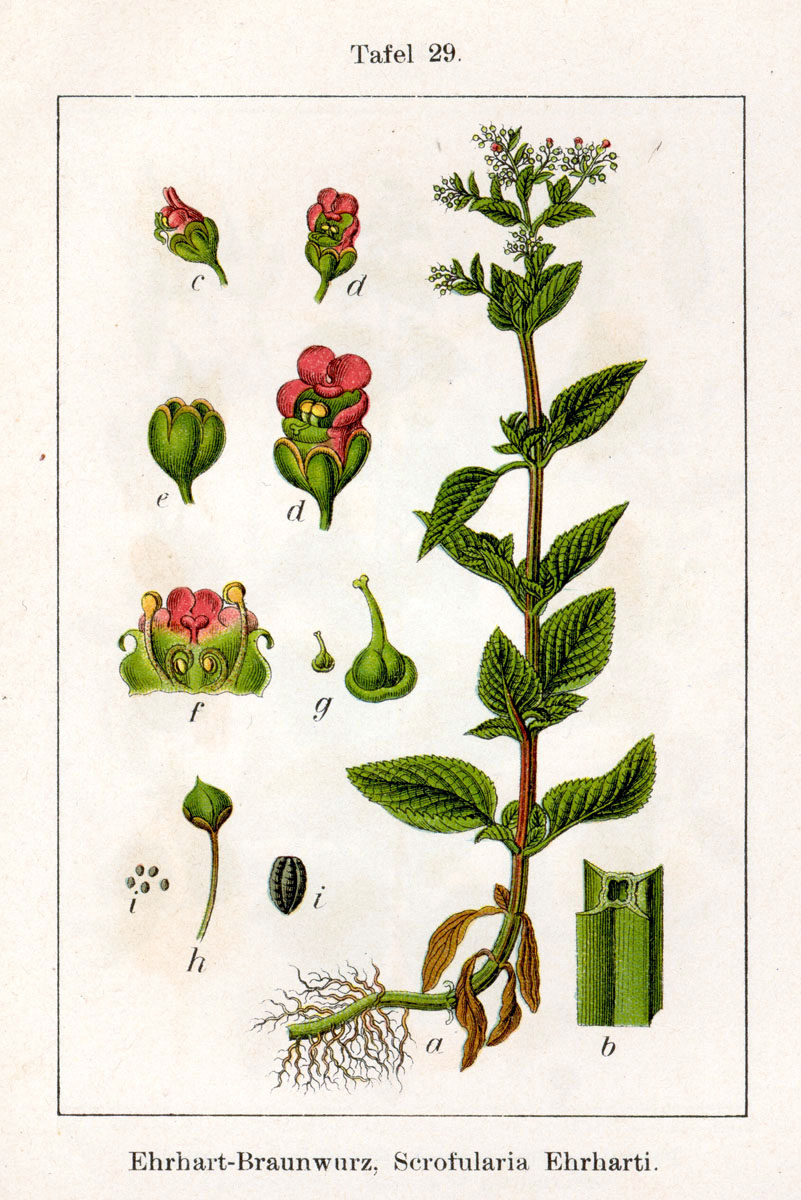

Многолетнее травянистое растение высотой от 50 до 100 см.
Стебли прямостоячие, четырёхгранные, грани их и черешки листьев перепончато-окаймлённые, голые. Пластинки листьев продолговато-яйцевидные, от 4 до 9 см длиной и от 1,5 до 5 см шириной, тупые или коротко заострённые, с округлым, реже едва сердцевидным основанием, по краю пиловидно- или городчато-зубчатые, голые.
Цветки в дихазиях, объединённых в длинные рыхлые кистевидные соцветия. Перекрёстноопыляемое растение.
Цветение в июне — августе, созревание плодов в июле — сентябре.

## Охрана
Включён в Красные книги следующих субъектов Российской Федерации: Владимирская область, Ивановская область, Калужская область, Кемеровская область, Липецкая область, Республика Мордовия, Московская область, Новосибирская область, Рязанская область, Самарская область, Саратовская область, Смоленская область, Республика Татарстан, Томская область, Республика Хакасия, Чувашская республика, включён в Красную книгу Севастополя.